# Alt Bukow
Alt Bukow é um município da Alemanha, situado no distrito de Rostock, no estado de Mecklemburgo-Pomerânia Ocidental. Tem 15,13 km² de área, e sua população em 2019 foi estimada em 478 habitantes.